# Katharina Blümcke
Katharina Blümcke (* 28. Januar 1891 in Märkisch-Friedland, Westpreußen; † 26. Juli 1976 in Detmold) war eine deutsche Schriftstellerin.

## Leben
Katharina Blümcke, die als Fürsorgerin tätig war, veröffentlichte daneben eine Reihe von Kinderbüchern. 

## Werke
- Frau Sonnes Patenkind, Stuttgart 1938
- Doris und Paule, Stuttgart 1939
- Die Pilzmännlein, Leipzig 1944
- Traut Herwalds Töchter, Dresden 1948
- Bernd Bremer, Leipzig 1950
- Das Erbe des alten Doktors, Stuttgart 1950
- Tineles Garten, Stuttgart 1954
- Holder aus dem Sturmhaus, Berlin-Lichterfeld 1960

| Personendaten    | Personendaten                   |
| ---------------- | ------------------------------- |
| NAME             | Blümcke, Katharina              |
| KURZBESCHREIBUNG | deutsche Schriftstellerin       |
| GEBURTSDATUM     | 28. Januar 1891                 |
| GEBURTSORT       | Märkisch-Friedland, Westpreußen |
| STERBEDATUM      | 26. Juli 1976                   |
| STERBEORT        | Detmold                         |